# Liste der Baudenkmale in Löbnitz (Vorpommern)
In der Liste der Baudenkmale in Löbnitz (Vorpommern) sind alle Baudenkmale der Stadt Löbnitz (Vorpommern) im Landkreis Vorpommern-Rügen und ihrer Ortsteile aufgelistet. Grundlage ist die Veröffentlichung der Denkmalliste des Landkreises Vorpommern-Rügen, Auszug aus der Kreisdenkmalliste vom Juli 2012.

## Löbnitz
| ID   | Lage                      | Bezeichnung                              | Beschreibung | Bild |
| ---- | ------------------------- | ---------------------------------------- | --- | ---- |
| 246A |                           | Bahnhof (Empfangsgebäude, Toilettenhaus) | |      |
| 580  | Barther Straße 16 (Karte) | altes Postgebäude                        | |      |
| 581A | Hofstraße 67 (Karte)      | Gutsanlage (Gutshaus)                    | Barocker, 1-gesch., sanierter Putzbau vom 18. Jh. mit Mansarddach und 2.gesch. Zwerchgiebel als Rest einer Dreiflügelanlage; Gut u. a. der Familien von Behr, von Schwerin (18. Jh.) und von Putbus. |      |
| 579  | Rostocker Straße (Karte)  | Denkmal E.-M. Arndt                      | |      |
| 581B | Rostocker Straße (Karte)  | Gutsanlage (Park)                        | |      |

## Buchenhorst
| ID   | Lage                | Bezeichnung        | Beschreibung | Bild |
| ---- | ------------------- | ------------------ | ------------ | ---- |
| 246B | Bahnhof Buchenhorst | Bahnhof (Wohnhaus) |              |      |

## Redebas
| ID   | Lage  | Bezeichnung       | Beschreibung | Bild |
| ---- | ----- | ----------------- | ------------ | ---- |
| 1349 | B 105 | Ganzmeilenobelisk | .pdf         |      |

## Saatel
| ID   | Lage                 | Bezeichnung | Beschreibung                                                        | Bild |
| ---- | -------------------- | ----------- | ------------------------------------------------------------------- | ---- |
| 1015 | Parkstraße 5 (Karte) | Gutshaus    | Unsaniertes, 2-gesch., 7-achs. Putzbau vom 19. Jh. mit 4-gesch Turm |      |

## Quelle
- Denkmalliste des Landkreises Vorpommern-Rügen

- Karte mit allen Koordinaten:
- OSM |
- WikiMap